# Гранка (річка)
Гра́нка (рос. Гранка) — річка в Росії, ліва притока Липа. Протікає територією Верещагінського району Пермського краю та Кезького району Удмуртії.
Річка починається на південний захід від колишнього присілку Власово Верещагінського району. Через 2 км входить на територію Удмуртії. Течія має звивистий характер, протікає спочатку на південний захід, потім на північний захід та знову на південний захід, в середній течії повертає на північний захід, а в нижній тече у західному напрямку. Впадає до Липа в околицях присілка Желтопі. Приймає декілька дрібних приток. Береги заліснені тайгою.